# Automotive Testing Papenburg
Die ATP Automotive Testing Papenburg GmbH betreibt ein rund 780 Hektar großes herstellerunabhängiges Automobil-Prüfgelände für Personen- und Nutzfahrzeuge im Südosten Papenburgs.

## Testanlage

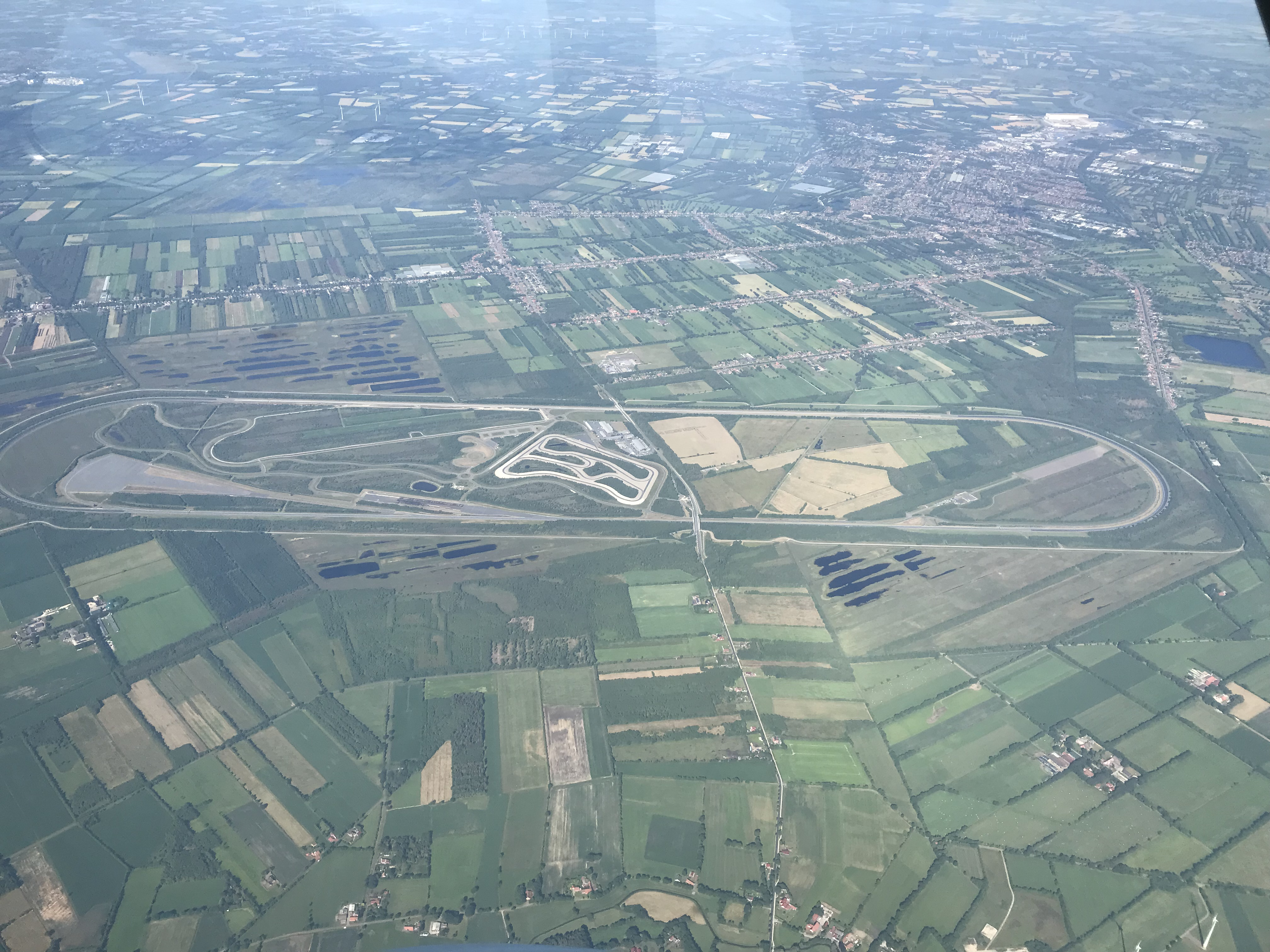
Luftaufnahme der Papenburger Teststrecke (2022)

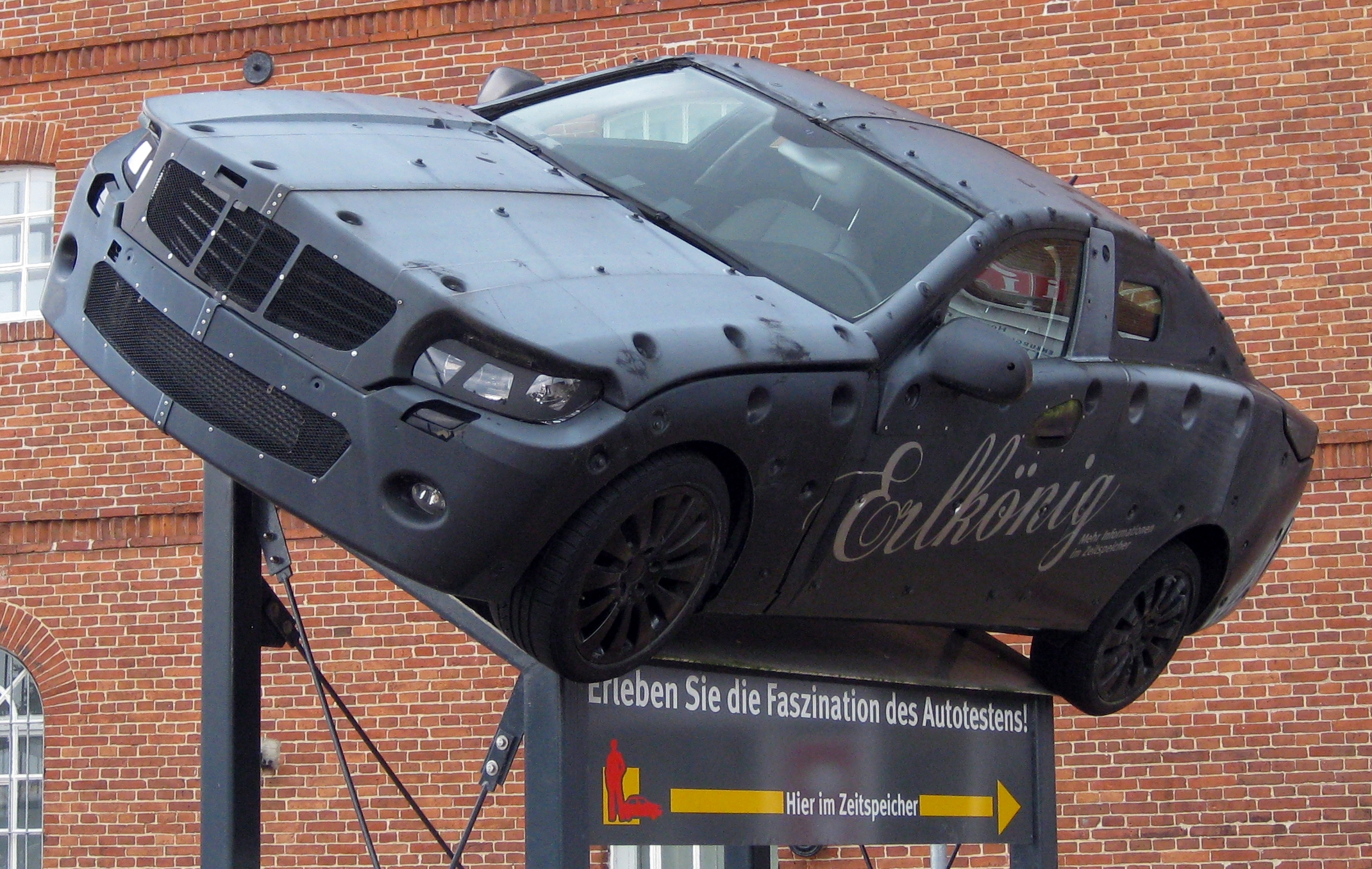
Erlkönig als Blickfang für eine Ausstellung über das ATP vor dem Papenburger Zeitspeicher (2011)

Auf dem Prüfgelände stehen verschiedene Teststrecken, komplett ausgestattete Werkstätten sowie dazugehörige Prüfeinrichtungen und eine Engineering-Mannschaft nationalen und internationalen Automobilherstellern und deren Zulieferern für die Durchführung von Testaktivitäten zur Verfügung.
Seit Eröffnung des Geländes im Herbst 1998 nutzen national und international tätige Entwickler, Zulieferer, Systemlieferanten und Automobilhersteller von Personen- bzw. Nutzfahrzeugen das Angebot.
Seit Juli 2011 ist die MBtech Group aus Sindelfingen 100%ige Anteilseigner der ATP GmbH. Die MBtech gehört mehrheitlich zur französischen AKKA Group und ist ein international tätiges Automotive-Kompetenzzentrum. Im August 2018 wurde die MBtech komplett vom französischen Konzern AKKA Technologies übernommen und firmiert seitdem als AKKA GmbH & Co. KGaA. Vormals war die zwischenzeitlich in Insolvenz gegangene Wilhelm Karmann GmbH in Osnabrück mit 60 Prozent der Anteile Hauptgesellschafter, die MBtech Group hielt die restlichen 40 Prozent.
Ein Zutritt zum Gelände ist nur angemeldeten Personen (Testkunden und deren Besucher, Trainingsteilnehmer und Ähnliches) möglich.
Das Gelände der Anlage wird von der Kreisstraße 144 von Burlage nach Papenburg-Obenende durchlaufen, die als Zufahrt dient und die Teststrecken auf Brücken überquert.

### Teststrecken
Auf dem Prüfgelände stehen die folgenden Teststrecken für Erprobungszwecke zur Verfügung:
Der Ovalrundkurs hat eine Länge von insgesamt 12,3 km und vier Fahrbahnen auf den Geraden, fünf in den Steilkurven sowie einen Sicherheitsstreifen auf der Innenbahn. Die Steilkurven haben eine Länge von 2,15 Kilometer und einen Neigungswinkel von 49,7 Grad. Hierdurch ist eine seitenkraftfreie Kurvendurchfahrt bis 250 km/h möglich. Der Ovalrundkurs wird für fast alle in der Fahrzeugerprobung benötigten Tests genutzt.
Die Fahrdynamikfläche hat eine Zufahrtslänge von ca. 800 m. Die asphaltierte Hauptfläche der Fahrdynamikfläche hat eine Fläche von 300 × 300 m. Diese Fläche wird vor allem genutzt für fahrdynamische Tests. Außerdem ist diese Strecke Bestandteil der Fahrsicherheitstrainings.
Der Handlingkurs hat eine Länge von insgesamt 2,6 km und ist ein Nachbau des kleinen Hockenheimringes. Der Handlingkurs dient der Erprobung von Fahreigenschaften und Dauerlauferprobungen. 2015 wurde diese Strecke vollumfänglich umgebaut. Die Leitplanken wurden erneuert und es wurden neue Kiesbetten und Curbs angelegt.
Die 300 m lange Bremsmessstrecke besteht aus 8 Fahrbahnen mit unterschiedlichen Oberflächen (z. B. nasser Asphalt, polierter Granit), um verschiedene Straßenverhältnisse darstellen zu können. Der polierte Granit stellt im bewässerten Zustand Eis- und Schneebedingungen dar. Erprobt werden hier hauptsächlich Bremsen-, Reifen- und Regelsysteme, die zur Fahrsicherheit beitragen.
Der Nasshandlingkurs hat eine Länge von insgesamt 1,1 km und besteht aus unterschiedlichen Testmodulen. Es gibt den reinen Nasshandlingkurs, aber auch eine Kreisbahn mit zwei unterschiedlichen Oberflächen. Nutzer dieser Strecke sind hauptsächlich Reifenhersteller.
Der Dauerlaufkurs ist unterteilt in den Dauerlaufkurs-Nord und Dauerlaufkurs-Süd. Beide Strecken werden für Dauerlauferprobungen auf Landstraßen genutzt. Der Dauerlaufkurs-Nord hat eine Länge von insgesamt 6,9 km und der Dauerlaufkurs-Süd umfasst 4,8 km. Auf dieser Strecke wurden einige Sondermodule wie z. B. Kanaldeckel, Querfugen oder Spurillen bewusst eingebaut.
Die Schlechtwegstrecke besteht aus vier Fahrbahnen mit unterschiedlichen Fahrbahnoberflächen. Die Unterschiede werden dargestellt mittels verschiedener Bepflasterungen, Kiesel und Plattenstöße. Diese Strecke wird vor allem genutzt für die Erprobung von Betriebsfestigkeit, Fahrkomfort und Fahreigenschaften.
Die Steigungsstrecken gibt es mit unterschiedlichen Steigungen von 5 %, 8 %, 12 % und 18 %. Die Strecken sind bewässerbar und dienen der Erprobung von elektronischen und mechanischen Anfahrhilfen.
Weitere Strecken auf dem Prüfgelände sind die Naturstraße, die Akustikstrecke, die Schrägfahrbahnen, Twist Road und der City Dauerlauf Parcours. Diese Strecken werden für spezielle Fahrversuche genutzt.

### Werkstattvermietung
Das Prüfgelände verfügt über Doppel- oder Einzelwerkstätten und zwei LKW-Werkstätten sowie Kurzzeitwerkstätten und separate Büroräume. Um der ständig steigenden Nachfrage gerecht zu werden, wurden seit der Eröffnung bereits zwei neue Werkstattgebäude und ein neues Prüfstandsgebäude in Betrieb genommen.

### Engineering Services
Der Bereich Engineering führt im Kundenauftrag Projekte rund um die Themen Fahrerassistenzsysteme (englisch Advanced Driver Assistance Systems, ADAS) Fahrdynamik, Bremse, Reifen, Dauerlauf, Lastdatenkollektivaufnahme etc. eigenverantwortlich durch. Außerdem gibt es einen Werkstatt-Service.

### Veranstaltungen
Zudem bietet ATP auch die Organisation und Ausrichtung von Veranstaltungen, etwa von Produktpräsentationen oder Incentives an und es können Fahrsicherheitstrainings nach den Richtlinien des Deutschen Verkehrssicherheitsrates e. V. auf dem Gelände gebucht werden.

### Prüfgelände-Consulting
Die ATP unterstützt auch beim Entwicklungsprozess von der Konzeption eines Prüfgeländes bis zur Inbetriebnahme.

## Proteste
Nachdem Pläne des Unternehmens Mercedes-Benz zum Bau der Teststrecke bekannt wurden, errichteten Teststreckengegner 1991 das Hüttendorf Anatopia auf dem zukünftigen Baugelände. Es richtete sich in erster Linie gegen den geplanten Bau der etwa 12 km langen Teststrecke in einem Moorgebiet, dessen Zerstörung man verhindern wollte. Die Hüttendorfbewohner protestierten auch gegen die Pläne des Unternehmens Mercedes zum Bau von schnelleren und größeren Limousinen bzw. gegen alle Formen von Ausbeutung, oder wollten einen alternativen Lebensstil führen. Im Sommer hielten sich bis zu 100 Menschen im Camp auf; im Winter lebten zeitweise nur 3 bis 4 Personen darin. Nach der Räumung des Hüttendorfs 1995 begann der Bau der Teststrecke, die seit 1998 unter Automotive Testing Papenburg firmiert.

## Kennzahlen

### Geschichte
- 1995: Baubeginn des Prüfgeländes
- 1997: Beginn Testbetrieb
- 1998: Eröffnung des Prüfgeländes im Herbst. Baukosten: 130 Millionen Euro.
- 2000: Wilhelm Karmann GmbH hat 60 Prozent der Anteile, 40 Prozent hat die MB-technology GmbH
- 2002: Inbetriebnahme des Werkstattgebäudes
- 2002: Inbetriebnahme des Prüfstandgebäudes
- 2008: ATP Geburtstag 10 Jahre
- 2011: Vollständige Anteilsübernahme durch die MBtech Group GmbH & Co. KGaA
- 2012: Umbau Ovalrundkurs
- 2012: Einführung neues Sicherheitskonzept
- 2015: Umbau und Modernisierung Handlingkurs
- 2015: Inbetriebnahme eines weiteren Werkstattgebäudes
- 2017: Erweiterung Werkstattgebäude
- 2017: Inbetriebnahme neue LKW-Halle
- 2018: ATP Geburtstag 20 Jahre
- 2021: Ernennung zum Technischen Dienst für Geräuschemissionen[4]

### Baumaßnahmen
- 3,5 Millionen Kubikmeter Torf bewegt
- 4,5 Millionen Kubikmeter Sand aufgespült
- 900.000 Tonnen Asphalt verarbeitet
- 75 Kilometer Fahrbahnen gebaut

### Dimensionen
- Fläche: rund 780 Hektar
- Ökologische Ausgleichsfläche: etwa 1000 Hektar außerhalb des Prüfgeländes

### Ökologische Maßnahmen
- rund 1.018 Hektar revitalisiert
- rund 50 Hektar Wald aufgeforstet
- rund 500.000 Pflanzen gesetzt

## Sicherheit
Jährlich werden auf dem Prüfgelände mehr als 10 Millionen Testkilometer zurückgelegt. Die Zahl der Testfahrzeuge liegt pro Jahr zwischen 10.000 und 12.000 Fahrzeugen. Dabei hat die Sicherheit aller Fahrer und Nutzer des Prüfgeländes immer oberste Priorität. Es gilt der Grundsatz: „Sicherheit geht immer vor Einhaltung des Prüfprogramms!“
Daneben bietet das Prüfgelände Papenburg uneingeschränkte Prototypensicherheit und Informationsschutz.
Gemeinsam mit allen beteiligten Verantwortlichen und den zuständigen Überwachungsbehörden wurde das Sicherheitskonzept so aufgestellt, dass alle baulichen, technischen, organisatorischen und personellen Sicherheitsmaßnahmen immer dem aktuellsten Stand der Technik bezüglich der Sicherheitsanforderungen entsprechen. Dieser Sicherheitsstandard wird regelmäßig von Gutachtern, wie z. B. dem TÜV Süd geprüft.

### Unfälle
Seit der Eröffnung im Herbst 1998 gab es zwischen 2010 und 2012 drei tödliche Unfälle auf der Anlage:
- 21. September 2010: Ein Testfahrer fuhr mit hoher Geschwindigkeit auf ein anderes Fahrzeug auf. Dessen Fahrer starb, der Beifahrer wurde schwer verletzt.[5]
- 19. Oktober 2011: Ein Testfahrzeug kam auf gerader Strecke ins Schleudern, durchbrach die Leitplanke und überschlug sich.[6] Einer der beiden Ingenieure erlag am folgenden Tag seinen Verletzungen.[7]
- 5. Juli 2012: Ein Testfahrer verbrannte nach einem Unfall in seinem Fahrzeug.[8]

### Test- und Sicherheitskoordination
Um das Unfallrisiko und die Risiken für den Testbetrieb so weit wie möglich zu reduzieren, werden die Testinhalte direkt nach Eingang einer Kundenanmeldung durch die Sicherheitskoordinatoren des Safety & Security Managements auf Umsetzbarkeit geprüft. Die Koordinatoren entscheiden, welche Fahrversuche gemeinsam mit anderen Nutzern und unter welchen Sicherheitsvoraussetzungen durchgeführt werden können, sowie welche Fahrversuche zeitlich voneinander getrennt durchgeführt werden müssen. Dies geschieht mit Hilfe von Gefährdungs- und Belastungsanalysen und wird über eine Gefahren- und Risikobewertung für den einzelnen Fahrtenleiter dokumentiert.
Auf Basis der Sicherheitsmaßnahmen, die sich aus den individuellen Gefahren- und Risikobewertungen ergeben, werden die verantwortlichen Fahrtenleiter von den Koordinatoren unterwiesen.